# 曲白乡
曲白乡，是中华人民共和国江西省吉安市永新县下辖的一个乡镇级行政单位。

## 行政区划
曲白乡下辖以下地区：
白沙村、中村、西村、浆坑村、石背村、曲江村、上坪村、灯高村、院下村和小枧村。